# Bison antiquus
Bison antiquus es una especie extinta de bisonte y se encontraba entre los mayores herbívoros de Norteamérica durante el Pleistoceno y es un antepasado directo del actual bisonte americano.

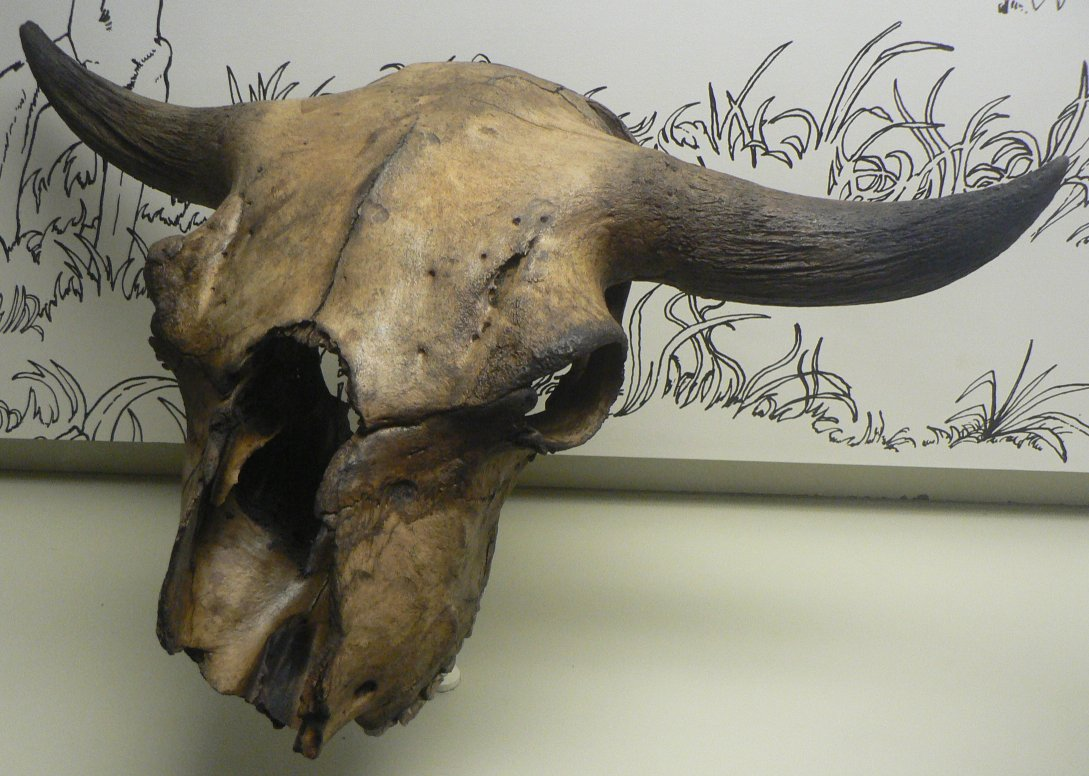
Cráneo de Bison antiquus

Durante el Pleistoceno final, hace entre 240 000 y 220 000 años, el bisonte de las estepas (Bison priscus), emigró de Siberia a Alaska. Esta especie habitó áreas de Norteamérica durante lo que quedaba de Pleistoceno, hasta que fue reemplazado por el bisonte gigante (Bison latifrons) primero y hace unos 22 000 años por Bison antiquus. Bison antiquus se fue haciendo cada vez más abundante en Norteamérica durante el periodo comprendido desde 18 000 a 10 000 años AP, después del cual comenzó a ser reemplazado por el actual bisonte americano. B. antiquus es el herbívoro que más habitualmente se ha recuperado de los pozos de asfalto de La Brea.
B. antiquus fue entre un 15 y 25% más grande en general que el bisonte moderno: era más alto y tenía huesos y cuernos más grandes: alcanzaba más de 2.27 metros de altura, 4.6 metros de largo y un peso de 1.588 kilogramos. De punta a punta, los cuernos de B. antiquus medían casi un metro.
Uno de los lugares más notables donde se ha encontrado B. antiquus es el yacimiento arqueológico Hudson-Meng Bison Kill, gestionado por el servicio forestal de Estados Unidos, a 30 km al noroeste de Crawford, Nebraska, en el cual se aprecian esqueletos semifosilizados in situ de casi 500 individuos de esta especie. Se han recuperado algunas lanzas y puntas de proyectiles paleoindios junto con los esqueletos de animales del yacimiento, que ha sido datado aproximadamente entre 9.700 y 10.000 años. La razón para la "matanza" de tantos animales en una sola localidad aún es materia de conjetura; algunos investigadores afirman que fue el resultado de una exitosa cacería de los paleoindios, mientras que otros suponen que el rebaño murió como consecuencia de algún dramático evento natural, para ser más tarde aprovechados sus cadáveres por los humanos. En el sitio se hallan individuos de Bison antiquus de ambos sexos y con un amplio rango de edades.
En México, Bison antiquus ha sido encontrado en la Localidad “Barranca de San Mateo Huexoyucán”, Tlaxcala.